# ایندیان ریور (میشیگان)
ایندیان ریور (به انگلیسی: Indian River) یک منطقهٔ مسکونی در ایالات متحده آمریکا است که در شهرستان چبویگان، میشیگان واقع شده‌است. ایندیان ریور ۵۲٫۴ کیلومتر مربع مساحت و ۱٬۹۵۹ نفر جمعیت دارد و ۱۸۶ متر بالاتر از سطح دریا واقع شده‌است.